# Ambasada Norwegii w Polsce

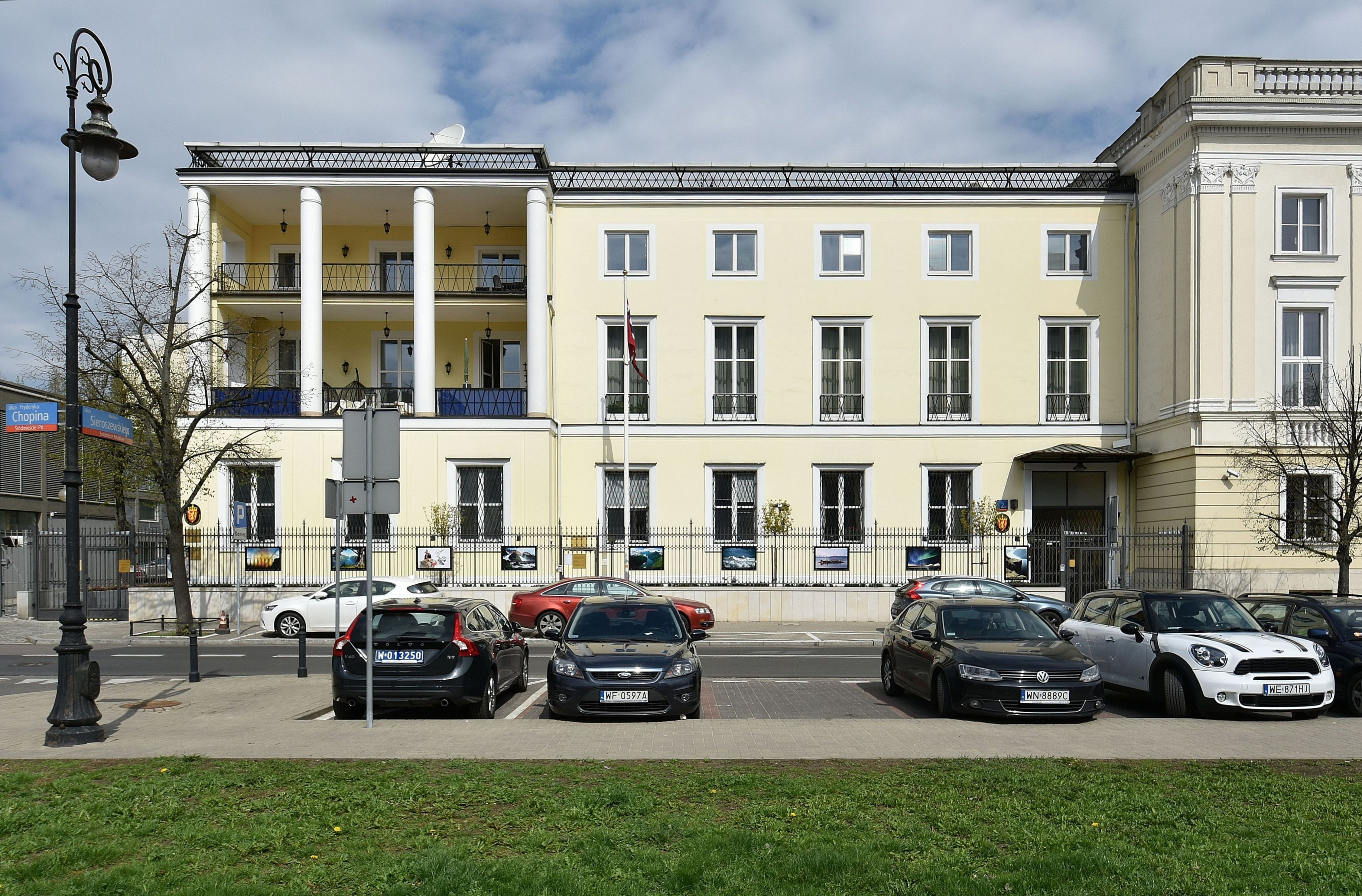
Dawna siedziba Ambasady Norwegii przy ul. F. Chopina 2a (1950–2018)

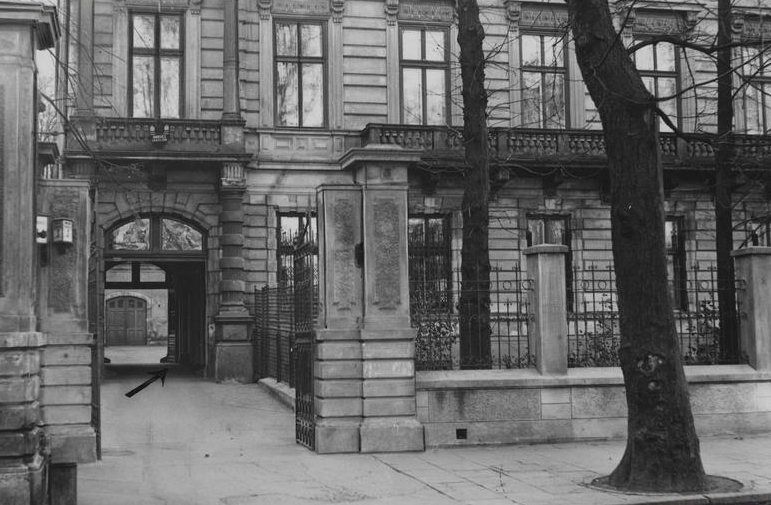
Dawna siedziba ambasady Norwegii w pałacu Wołowskiego przy ul. Foksal (1930–1939)

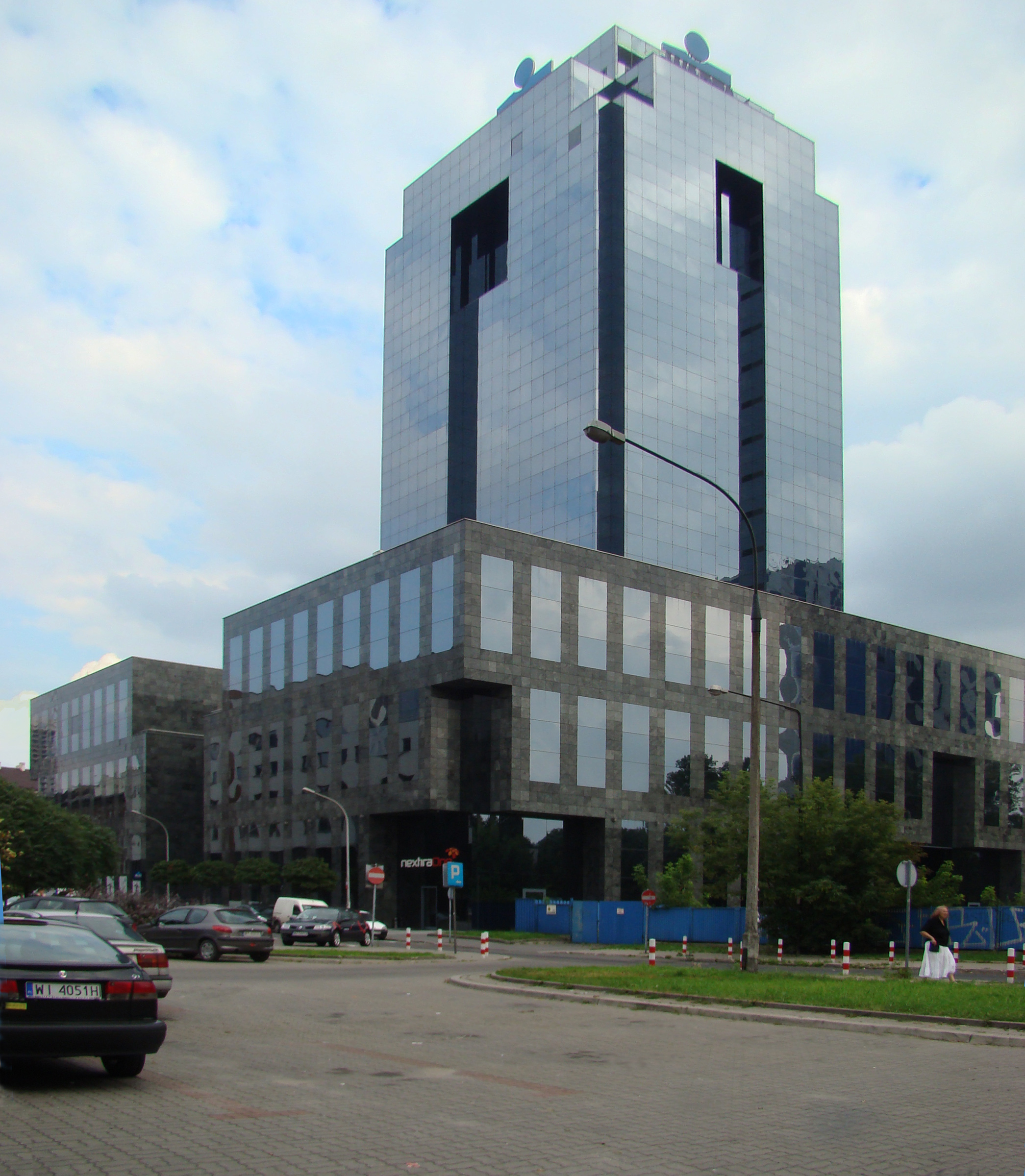
Siedziba agencji Innovation Norway w Warta Tower przy ul. Chmielnej 85/87

Ambasada Norwegii w Polsce, właśc. Ambasada Królestwa Norwegii (bokmål Den norske ambassaden i Polen) – norweska placówka dyplomatyczna znajdująca się w Warszawie przy al. Armii Ludowej 26.

## Siedziba

### Przed I wojną światową
W okresie porozbiorowym, a przed I wojną światową Norwegia utrzymywała w Warszawie konsulat, który mieścił się przy ul. Królewskiej 29 (1880), ul. Marszałkowskiej 64 (1883), obiekt obecnie nie istnieje, w przy ul. Marszałkowskiej 41 (1887), obiekt obecnie nie istnieje, następnie w pałacu J. G. Blocha przy ul. Marszałkowskiej 154 (1888–1905), obecnie nie istnieje, kamienicy Chrystiana Gotthilfa Helbinga przy ul. Senatorskiej 24 (1908–1913), obecnie nie istnieje, w międzyczasie podniesiony do rangi konsulatu generalnego.
Norwegia utrzymywała konsulat w Gdańsku, z siedzibą m.in. przy Brotbänkergasse 14, ob. ul. Chlebnicka (1907), Langermarkt 38, ob. Długi Targ (1909–1920); wcześniej w okresie Unii szwedzko-norweskiej (1814–1905) funkcjonował w Gdańsku konsulat, który reprezentował oba państwa.

### W okresie międzywojennym
Stosunki dyplomatyczne pomiędzy obydwoma krajami nawiązano w 1919. Pierwsze przedstawicielstwo tego kraju funkcjonowało jako Misja Norwesko-Handlowa w hotelu Bristol przy ul. Krakowskie Przedmieście 42/44 (1920), poselstwo przy ul. Hipotecznej 1 (1920–1922), w kamienicy H. Kołobrzega-Kolberga w al. Ujazdowskich 17 (1923), przy ul. Foksal/Pierackiego 16 (1923), w hotelu Europejskim przy ul. Krakowskie Przedmieście 13 (1924), w al. Ujazdowskich 17 (1925), w kamienicy Poszepnego przy ul. Marszałkowskiej 79 (1925–1927), następnie w pałacu Wołowskiego przy ul. Foksal/Pierackiego 3 (1928−1939).
W okresie wojny polsko-bolszewickiej, w sytuacji zagrożenia zajęcia Warszawy, personel poselstwa był ewakuowany okresowo (od początku sierpnia 1920) do Poznania.
Działalność kontynuował konsulat w Gdańsku, z siedzibą m.in. przy Langermarkt 38, ob. Długi Targ (1909–1920),
Stadtgraben 5, ob. Podwale Grodzkie w siedzibie firmy Wilhelm Ganswindt (1921–1922), Hundegasse 89, ob. ul. Ogarna w siedzibie Bergenske Baltic Transports Ltd. (1925–1934), Langermarkt 31 (1935–1939).

### Po II wojnie światowej
Stosunki reaktywowano w 1945 na szczeblu poselstw. Początkowo poselstwo było zlokalizowane w hotelu Polonia w al. Jerozolimskich 45 (1946–1950), w pok. 317, 319 i 320; poseł rezydował w hotelu Bristol przy ul. Krakowskie Przedmieście 42-44 (1948). Od 1950 mieściło się przy ul. Chopina 2a (proj. Jan Bogusławski), w odbudowanym pałacyku Kisiel-Kiślańskiego (proj. Ludwik Panczakiewicz), w latach 1926−1939 będącym siedzibą najpierw poselstwa, a następnie ambasady Turcji. W 1957 postanowiono podnieść rangę przedstawicielstw do szczebla ambasad.
W kwietniu 2018 ambasadę przeniesiono do biurowca Focus przy al. Armii Ludowej 26.
Sekcja Wizowa mieściła się przy ul. Kubickiego 5 (1991); dotychczasowe adresy Biura Radcy Handlowego: Błękitny Wieżowiec przy pl. Bankowym 2 (1993), ul. Srebrna 16 (2001), obecnie w Warta Tower przy ul. Chmielnej 85/87 (2003-).
W latach 1945–1964 Norwegia utrzymywała konsulat w Gdyni m.in. z siedzibą w budynku Dworca Morskiego przy ul. Polskiej (1945–1954); w 1991 w Szczecinie w al. Niepodległości 17.